# Richtlinie 2011/61/EU über die Verwalter alternativer Investmentfonds
Die Richtlinie 2011/61/EU über die Verwalter alternativer Investmentfonds, auch AIFM-Richtlinie (englisch Alternative Investment Fund Manager Directive, AIFMD) genannt, ist eine EU-Richtlinie, die am 11. November 2010 vom Europäischen Parlament angenommen wurde.
In dieser Richtlinie werden die Verwalter alternativer Investmentfonds reguliert, die nicht von der OGAW-Richtlinie (UCITS) erfasst wurden. Betroffen sind sowohl Verwalter mit Sitz in der EU als auch Verwalter aus Drittländern, die ihre Fonds in der EU vertreiben möchten. In Deutschland wurde die Richtlinie in Gestalt des Kapitalanlagegesetzbuches (KAGB) in nationales Recht umgesetzt.

## Begriffe
In der Richtlinie (Artikel 4) werden folgende wesentliche Begriffe definiert:

### AIF
Als alternative Investmentfonds (kurz AIF von englisch alternative Investment Fund) wird „jeder Organismus für gemeinsame Anlagen einschließlich seiner Anlagezweige, der von einer Gruppe von Anlegern Kapital einsammelt, um es gemäß einer festgelegten Anlagestrategie zum Nutzen der betreffenden Anleger zu investieren“ bezeichnet, sofern er nicht bereits nach der OGAW-Richtlinie genehmigungspflichtig ist.

### AIFM
Da alternative Investmentfonds in der Regel kein wirtschaftliches Eigenleben haben, wurden die Manager dieser Fonds als zu regulierende Einheit identifiziert. Diese werden als Verwalter alternativer Investmentfonds (kurz AIFM von englisch Alternative Investment Fund Manager) bezeichnet. Verwalter alternativer Investmentfonds sind juristische Personen, deren Aufgabe die Verwaltung von Alternativen Investmentfonds ist.
Seit dem 1. August 2013 gelten mit dem AIFM-Umsetzungsgesetz verschiedene Neuregelungen: So unterliegen alle Fonds nun der Aufsicht der Bundesanstalt für Finanzdienstleistungsaufsicht (BaFin). Privatanleger können zudem keine Anteile mehr an Hedgefonds erwerben. Kleinanleger sollen auf diese Weise künftig besser vor risikoreichen Anlagen geschützt werden.